# Quiksilver
För andra betydelser, se Quicksilver.
Quiksilver är en australiensisk sportutrustningstillverkare, som bland annat är världens största tillverkare av surfingkläder.
Quiksilver grundades 1969 av två australiska surfare som började sälja våtdräkter. Framgångarna fortsatte med lansering i USA och Europa. År 2005 köpte Quiksilver den franska skidtillverkaren Skis Rossignol. I koncernen ingår även Lange, DC Shoes, Mervin Mfg (Lib Technologies & Gnu snowboards), Gotcha, Roxy
De två främsta svenska snowboardåkarna, Hampus Mosesson och Jakob Wilhelmson, är proffs för Quiksilver. De har även var sin egen signaturjacka och byxor hos företaget.  